# Тереховка (Орловская область)
Тереховка — деревня в Дмитровском районе Орловской области. Входит в состав Бородинского сельского поселения. 
Население — 0 человек (2010 год).

## География
Расположена в 16 км к северо-западу от Дмитровска, в 1 км от границы с Брянской областью в верховье реки Ленчи. Высота над уровнем моря — 236 м.

## История
До 1778 года деревня входила в состав Севского уезда, в 1778—1782 годах в Луганском, затем в Дмитровском уезде Орловской губернии. Население деревни было приписано к храму Архангела Михаила села Островск.
В XIX веке Тереховка была владельческой деревней. По данным 10-й ревизии 1858 года 296 крестьян Тереховки принадлежали графу Николаю Александровичу Кушелеву-Безбородко. В 1866 году в деревне был 31 двор, проживало 319 человек (146 мужского пола и 173 женского). 
В 1926 году в деревне было 64 хозяйства (в том числе 63 крестьянского типа), проживало 398 человек (201 мужского пола и 197 женского), действовал пункт ликвидации неграмотности. В то время Тереховка входила в состав Бородинского сельсовета Волконской волости Дмитровского уезда. С 1928 года в составе Дмитровского района. В советское время в Тереховке действовала школа. В 1937 году в деревне было 74 двора. В 1930-е — 1940-е годы в деревне действовал колхоз «Тереховка».
Во время Великой Отечественной войны, с октября 1941 года по август 1943 года, деревня находилась в зоне немецко-фашистской оккупации.

## Население
| 1866 | 1926 | 1979 | 2002 | 2010 |
| ---- | ---- | ---- | ---- | ---- |
| 317  | ↗398 | ↘75  | ↘15  | ↘0   |

## Персоналии
- Николай Иванович Родичев (1925—2002) — советский писатель и журналист. Родился в Тереховке.